# Heposaari (ö i Finland, Södra Savolax, Nyslott, lat 62,09, long 28,76)
Heposaari är en ö i Finland. Den ligger i sjön Enonvesi och i kommunen Nyslott i  landskapet Södra Savolax, i den sydöstra delen av landet, 290 km nordost om huvudstaden Helsingfors. Öns area är 1,1 hektar och dess största längd är 190 meter i nord-sydlig riktning.